# AT&T 스타디움
AT&T 스타디움(AT&T Stadium)는 텍사스주 알링턴에 위치한 경기장이다. 8만 명을 수용할 수 있으며 미국에서 세 번째로 큰 미식축구 경기장이다. 최대 수용량은 11만 명이다. 세계에서 제일 큰 돔구장이다.
주로 미식축구 경기장으로 쓰지만 콘서트, 농구, 권투, 축구 경기 등에도 이용할 수 있는 시설을 갖추었다. 중앙에 제리 트론(Jerry-Tron)이라고 불리는 세계에서 제일 큰 고화질 TVbPHX스크린이 걸려 있다.
2013년에 AT&T와 20년 동안 명명권 계약을 맺었다.
2016년 4월 3일에 WWE 레슬매니아 최다관중수 기록도 이 경기장에서 세워졌다.

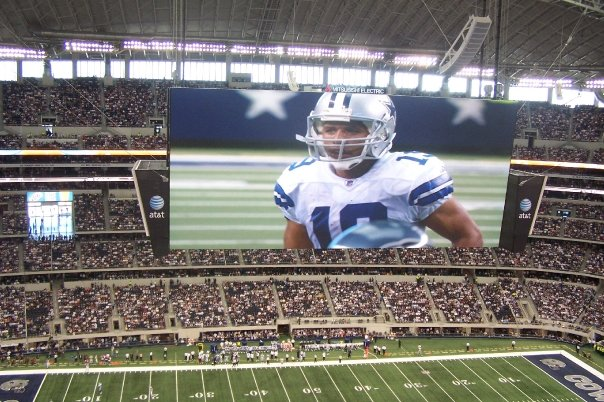
대형 고화질 TV 스크린의 모습

2026년 북중미 월드컵이 이곳에서 경기가 치러질 예정이다.
| NBA 올스타전 개최 경기장 |                          |                 |
| 2009년                   | 2010년 카우보이 스타디움 | 2011년          |
| US 에어웨이스 센터       | 2010년 카우보이 스타디움 | 스테이플스 센터 |
|                          |                          |                 |
|                          |                          |                 |

## 같이 보기
- 글로브 라이프 필드